# زلفیله
زلفیله، روستایی از توابع بخش مرکزی شهرستان سقز در استان کردستان ایران است.

## جمعیت
این روستا در دهستان سرا قرار دارد و براساس سرشماری مرکز آمار ایران در سال ۱۳۸۵، جمعیت آن ۹۸ نفر (۲۴ خانوار) بوده‌است.